# Mycetophila sylvatica
Mycetophila sylvatica är en tvåvingeart som beskrevs av Marshall 1896. Mycetophila sylvatica ingår i släktet Mycetophila och familjen svampmyggor. Inga underarter finns listade i Catalogue of Life.